# Équipe du Danemark féminine de rugby à XV
L'équipe du Danemark de rugby à XV féminin est une sélection des meilleures joueuses du Danemark pour disputer les principales compétitions internationales ou affronter d'autres équipes nationales en test matchs. Elle a notamment joué le premier match international officiel de rugby à XV féminin en 2003.

## Histoire
L'équipe du Danemark joue son premier match international officiel de rugby à XV féminin en 2003, à Amsterdam, face aux Pays-Bas qui se solde par une large défaite 113 - 0.
L'histoire de l'équipe du Danemark se résume actuellement à deux participations en 2003 et 2004 au Trophée européen féminin organisé par la FIRA.